# Cola brevipes
Cola brevipes är en malvaväxtart som beskrevs av Karl Moritz Schumann. Cola brevipes ingår i släktet Cola och familjen malvaväxter. Utöver nominatformen finns också underarten C. b. hirsuta.